# Dolmen de la Bie
Der Dolmen de la Bie (auch Pierre de la Pie oder Pierre Levée genannt) liegt südlich der Straße D42, westlich von Le Rochereau bei Poitiers im Département Vienne in Frankreich. Dolmen ist in Frankreich der Oberbegriff für neolithische Megalithanlagen aller Art (siehe: Französische Nomenklatur).
Der stark beschädigte Dolmen vom Typ angevin hat eine imposante Deckplatte, die über 6,0 m lang und 5,0 m breit ist. Sie liegt aber nur auf einer Seite auf den Orthostaten. Die weiteren sichtbaren Steine müssen von einer anderen Anlage stammen. Der Dolmen ist seit 1945 als Monument historique eingestuft.
In der Nähe liegt der Dolmen von Fontenaille.